# Sub pecetea tainei
Sub pecetea tainei este un film românesc din 1974 regizat de Stere Gulea, Andrei Cătălin Băleanu. Rolurile principale au fost interpretate de actorii Dan Nuțu, Vasile Nițulescu, Constantin Rauțchi.

## Distribuție
Distribuția filmului este alcătuită din:
- Tamara Crețulescu — Vanda
- Viorel Branea
- Dan Nuțu — Autorul
- Mihai Bandac
- Vasile Nițulescu — Pârgu
- Constantin Rauțchi — Pașadia